# Sárvári gyógyvíz
Sárváron kétféle gyógyvíz található: 1200 méteres mélységből 43 fokos, 2000 méterről 83 fokos, magas sótartalmú gyógyvíz tör fel.

## Összetétele, hatásai
Összetételében hasonlít a Holt-tenger vízéhez, úgynevezett „konyhasós (vagy kloridos) gyógyvíz”.
A 83 Celsius-fokos sárvári gyógyvíz fontos alkotóelemei a számos nyomelem mellett a következők: nátrium-klorid, hidrogén-karbonát, jód, bróm, fluor.
A sárvári gyógyvíz enyhíti a reumatikus panaszokat, és segít a fájó ízületeken. Bizonyos mozgásszervi, nőgyógyászati, valamint bőrgyógyászati betegségek esetén hatékonyan alkalmazható a gyógyvízből, vagy a vízből kinyert termálkristályból készített sós kádfürdő. Elhúzódó alhasi fájdalmak, illetve összenövéssel járó krónikus nőgyógyászati problémák kezelése során is eredménnyel használják.
Az 1200 méteres mélységből felhozott, 43 Celsius-fokos sárvári gyógyvíz főleg a mozgásszervi megbetegedések esetén használatos. Helyi gyógykezelés, sportsérülések utókezelése, rehabilitációs foglalkozások, izomlazító fürdő, valamint neurológiai tünetegyüttes kezelésére egyaránt alkalmas. Az alkáli- hidrogén-karbonátos víz nátrium-kloridot, hidrogén-karbonátot és különböző nyomelemeket tartalmaz.
A sárvári gyógyvíz használata (sós fürdő, gyógyvizes kezelések) nem javallott rosszindulatú daganatok, nagyon magas vérnyomás, szív- és érrendszeri megbetegedések, szívkoszorúér, valamint infarktus után. Szintén nem ajánlják súlyos visszér, akut gyulladások, valamint krónikus és akut fertőző megbetegedés esetén, de a gyakori rohamokkal kísért asztma, vesekő, hypertierosos, vészes súlycsökkenés, vagy növekedés esetén is inkább ellenjavallott a használata.
Szigorúan tilos a gyógyvíz használata a következő esetekben: elmebetegség, fekélyes-, illetve nyílt sebek, alkoholos állapot, valamint inkontinencia esetén.

### Fürdőreakció
A gyógykúra után olykor rossz közérzet, fáradtság jelentkezhet. Ezt nevezik fürdőreakciónak, ez azonban pár nap alatt elmúlik, a korábbi panaszokkal együtt.

## Felhasználási területei
A sárvári gyógyvíz gyógyászati célú felhasználása jellemző. A gyógyvíz használatát kúraszerűen ajánlják a szakemberek, amit ideális esetben konzultáció előz meg. Erre azért van szükség, mert bizonyos esetekben nem javasolt a fürdővíz használata.
A mélyebbről jövő, 83 Celsius-fokos gyógyvízből, lepárlás útján állították elő a Sárvári Termálkristályt.  Ezt elsősorban otthoni felhasználásra ajánlották, fürdősóként alkalmazva.
A Sárvári Termálkristályt ma már nem gyártják. Az 1980-as évek egyik legsikeresebb reklámfilmje köthető a termálkristályhoz.
A termálkristályt gyártó cég néhány éve csődbement, de Sárváron tervezik, hogy újra belekezdenek a Sárvári Termálkristály gyártásába. Ehhez új termálkút, és lepárló eszközök kellenek.
A sárvári gyógyvizet az 1980-as években a nőgyógyászati osztályokon kúraszerűen kapták a kismamák.

## Felfedezése
Az 1960-as években kőolaj után kutattak Sárvár térségében, ekkor bukkantak – 1961-ben  - a két különböző mélységből feltörő gyógyvízre.
A Sárváron talált gyógyvíznél sokkal magasabb sótartalmú volt a szintén ebben az időben, Rábasömjénben talált gyógyvíz, ebből készült a Sárvári Termálkristály.

## Elismerések
Sárvárt 2004-ben felvették az Európai Királyi Fürdők Szövetségébe.
Sárvárt 2011-ben a gyógyvízének is köszönhetően az Állami Népegészségügyi és Tisztiorvosi Szolgálat Országos Tisztifőorvosi Hivatala gyógyhellyé  nyilvánította.